# Hiroyuki Kobayashi (football)
Hiroyuki Kobayashi (小林 宏之, Kobayashi Hiroyuki) est un footballeur japonais né le 18 avril 1980 à Hokkaidō. Il évolue au poste de défenseur.

## Biographie
Avec le club de l'Oita Trinita, il joue 27 matchs en première division japonaise, lors des saisons 2008 et 2009.